# 163e régiment de chars de la Garde
Pour les articles homonymes, voir 163e régiment.
Le 163e régiment de chars de la Garde (en russe : 163-й гвардейский танковый полк, abrégé en 163 гв. тп ; traduisible aussi par 163e régiment de tanks de la Garde), de son nom complet le 163e régiment de chars de la Garde « Nejinskaïa » de l'ordre de l'Étoile rouge (en russe : 163-й гвардейский танковый Нежинский ордена Красной Звезды полк), numéro d'unité militaire 87441, est une unité blindée des forces terrestres russes.
L'unité fait partie de la 150e division de fusiliers motorisés de la Garde de la 8e armée combinée de la Garde, basée dans le village de Persanovski (oblast de Rostov) dans le district militaire sud.

## Historique
Son historique remonte à la création en 1942 de la 24e brigade mécanisée de la Garde (ru) du 18e corps de chars (ru). En 1943, pour la libération de la ville de Nijyn lors de l'offensive Tchernigov-Prypiat de la Seconde Guerre mondiale, la 24e brigade reçoit le nom honorifique Nejinskaïa, et en 1945, reçoit l'ordre de l'Étoile rouge pour la traversée de l'Oder. Après la fin de la guerre, la 24e brigade est réorganisée en 24e régiment mécanisé de la Garde au cours duquel elle rejoint la 7e division mécanisée de la Garde.
Le 17 mai 1957, le 24e régiment est renommé 83e régiment de fusiliers motorisés de la Garde de la 11e division de fusiliers motorisés de la Garde, et un an plus tard, l'unité rejoint la 19e division de fusiliers motorisés du groupement des forces armées soviétiques en Allemagne. Plus tard, le 83e régiment est transféré dans la 35e division de fusiliers motorisés de la 20e armée de la Garde.
En 1992, le régiment est retiré d'Allemagne vers la région de Tcheliabinsk avant d'être dissous.
En 2016, avec la formation de la nouvelle 150e division de fusiliers motorisés, le 83e régiment est de nouveau mis sur pied sous le nom de 163e régiment de chars. Le personnel du régiment suit une formation de base au combat sur les terrains d'entraînement de Kouzminski et Kadamovski. En juillet 2018, par décret du président de la Russie, le régiment hérite des décorations et titres de la 24e brigade mécanisée de la Seconde Guerre mondiale,.
L'unité est engagée lors de l'invasion de l'Ukraine par la Russie en 2022 et opère sur le front Est dans l'oblast de Donetsk.

## Composition
- 3 bataillons de chars[2]
- Bataillon de fusiliers motorisés
- Compagnie de reconnaissance,
- Batterie de missiles antiaériens
- Bataillon d'artillerie d'obusiers automoteurs
- Compagnie du génie et de réparation
- Peloton de contrôle d'artillerie
- Compagnie de logistique